# Parangīn
Parangīn (persiska: پرنگین) är en ort i Iran.   Den ligger i provinsen Zanjan, i den nordvästra delen av landet, 240 km väster om huvudstaden Teheran. Parangīn ligger 1 597 meter över havet och antalet invånare är 112.
Terrängen runt Parangīn är bergig åt nordost, men åt sydväst är den kuperad. Runt Parangīn är det ganska glesbefolkat, med 29 invånare per kvadratkilometer. Närmaste större samhälle är Āltīn Kosh, 14,3 km nordost om Parangīn. Trakten runt Parangīn består i huvudsak av gräsmarker.